# 第一代蒙特羅斯侯爵詹姆斯·格雷厄姆
第一代蒙特罗斯侯爵詹姆斯·格雷厄姆（英語：James Graham, 1st Marquess of Montrose，1612年—1650年5月21日），苏格兰贵族、军人，国王查理一世支持者，参与了英國內戰，在战场上被称为“伟大的蒙特罗斯”（Great Montrose）。

## 生平
蒙特羅斯在1626年繼承父親的伯爵爵位。1637年，英格蘭與蘇格蘭國王查理一世與蘇格蘭教會發生宗教儀式上的分歧，進而引發主教戰爭；蒙特羅斯起初是誓約派的一方，主教戰爭結束後他與誓約派領袖阿蓋爾侯爵對立，轉而支持查理一世。作為獎賞，1644年查理一世將他晉升為侯爵。蒙特羅斯與阿拉斯戴爾·麥克科拉結盟，他屬於蘇格蘭高地的唐納德氏族，當時統領著效忠查理一世的愛爾蘭邦聯軍，一起對抗低地坎貝爾氏族領袖阿蓋爾侯爵所領導的誓約派。最終蒙特羅斯在1650年的卡爾比斯代爾戰役被誓約派打敗被俘虜，同年被議會判處絞刑。